# Pseudogarypus hypogeus
Pseudogarypus hypogeus är en spindeldjursart som beskrevs av William B. Muchmore 1981. Pseudogarypus hypogeus ingår i släktet Pseudogarypus och familjen Pseudogarypidae. Inga underarter finns listade i Catalogue of Life.